# VDMFK
Združenje VDMFK, oziroma Vereinigung Mund-und Fussmalender Künstler in aller Welt, e. V, ima sedež v Liechensteinu. Ustanovljeno je bilo leta 1947 na pobudo g. Stegmanna. Prvi občni zbor je bil v mestu Vaduz. Iz malega združenja z 18 slikarji, ki rišejo z usti ali nogami je VDMFK v svojem 50. letnem obstoju prerasel v organizacijo, ki danes združuje 726 slikarjev v 74. državah.
Mednarodno združenje VDMFK v 43 državah sodeljuje s patrnerskimi založbami, ki v teh državah zastopajo interese združenja. V Sloveniji interese slikarjev, ki slikajo z usti ali nogami zastopa »Založba UNSU umetnikov ki slikajo z usti ali nogami d.o.o. VDMFK - je združenje, ki po svetu ponuja poleg voščilnic tudi druge artikle, ki so izključno narejeni s poslikavami njihovih članov. Člani tega združenja so lahko le invalidi, ki se izkažejo s svojim prizadevanjem in jih povezuje v medsebojni odnos iskanje mejnega območja ustvarjanja, prijateljstvo in volja do ustvarjalnosti ter izključno slikajo z usti ali nogami. Združenje nudi svojim članom izboljšanje njihovega življenjskega standarda s tem, da jim daje štipendijo, jih predstavlja v likovnih galerijah doma in po svetu in jim nudi dodatno likovno izobraževanje. Združenje je znotraj organizirano kot vzajemna pomoč najtežje prizadetih invalidov. Predsednik združenja je italijanski slikar, ki slika z usti, Eros Bonamini.
Iz Slovenije je polnopravni član združenja: Vojko Gašperut. Pridruženi član je v letu 2009 postal Benjamin Žnidaršič. Štipendisti pa so: Jože Vodušek, Dragica Sušanj, Željko Vertelj, Angela Medved, Silvo Mehle, Nevenka Gorjanc, Roman Gruntar, Erik Pibernik, Martina Pavlovič in Neja Zrimšek Žiger. Umrli slovenski slikarji z usti so: Stanka Glavan, Stojan Zafred in Jani Bevc.